# 艾蒂安·德·拉博埃西
艾蒂安·德·拉博埃西（法語：Étienne de La Boétie，法語發音：[etjɛn də la bɔesi] ⓘ；1530年11月1日—1563年8月18日；又译拉波埃西、拉波哀西），法国作家，法国政治哲学的奠基人、反暴君论的重要代表人物。是米歇尔·德·蒙田最亲密的好友。
他出身良好，父亲是佩里戈尔总督的助理。拉波哀西幼失怙恃，早年跟一位当神父的叔叔学习，之后进了奥尔良大学，主修法律。他的老师之一是后来为新教信仰而殉道的迪布尔。1548年，波尔多的抗盐税暴乱遭到镇压，一时民怨沸腾，撰有《自愿奴役论》，该文也是启蒙主义所宣扬的自由、平等、博爱等观念的先声。